# Polystachya disiformis
Polystachya disiformis är en orkidéart som beskrevs av Phillip James Cribb. Polystachya disiformis ingår i släktet Polystachya och familjen orkidéer. Inga underarter finns listade i Catalogue of Life.